# 庞家堡镇
庞家堡镇，是中华人民共和国河北省张家口宣化区下辖的一个乡镇级行政单位。宣庞铁路连接庞家堡到宣化，庞家堡站位于此地。

## 行政区划
庞家堡镇下辖以下地区：
庞家堡第一社区、庞家堡第二社区、白庙村、小吴营村、杨家营村、张庄村、庞家堡村、杨家山村、闵家窑村、汤池口村、蛤蟆口村、申太庄村、花家梁村、李寺山村、坝口村、大段地村、碾儿沟村和柳沟村。